# Scott Stevenson
Pour les articles homonymes, voir Stevenson.
Scott Stevenson est un monteur américain né à Oakland (Californie). 

## Biographie
Scott Stevenson fait des études de cinéma et télévision à l'Université de Californie à Los Angeles, dont il sort diplômé en 1983.
Il est chef monteur (et parfois réalisateur) bi-national (France, U.S.) ; il travaille à la fois en fiction et en documentaire, en anglais comme en français.  En plus du César reçu pour "La Haine", il a été nommé aux Emmys ("Very Semi-Serious", 2015), ainsi qu'aux Eddie et Cinema Eye Awards ("LA92", 2017). Des films sur lesquels il a travaillé ont été aux festivals de Cannes, Sundance, Tribeca et Hot Docs, et les séries "The Staircase" et "Sin City Law" ont été toutes les deux récompensées par des prix de l'International Documentary Association.
Il est membre d'American Cinema Editors.

## Filmographie (sélection)
- 1989 : Cyborg d'Albert Pyun
- 1995 : La Haine de Mathieu Kassovitz
- 1997 : Les Démons de Jésus de Bernie Bonvoisin
- 1998 : Serial Lover de James Huth
- 1999 : Le Créateur d'Albert Dupontel
- 2004: The Staircase (Soupçons) de Jean-Xavier de Lestrade
- 2006: Just for Kicks de Thibaut de Longeville et Lisa Leone
- 2007 : Sin City Law (Justice à Vegas) de Remy Burkel
- 2010 : Tout ce qui brille de Géraldine Nakache et Hervé Mimran
- 2012 : La Fleur de l'âge de Nick Quinn
- 2012 : Mince alors ! de Charlotte de Turckheim
- 2012 : La Cité Rose de Julien Abraham
- 2013 : Amour et Turbulences d'Alexandre Castagnetti
- 2014 : Brèves de comptoir de Jean-Michel Ribes
- 2017 : LA92 de Daniel Lindsay et T.J. Martin
- 2017 : Flint Town de Jessica Dimmock, Zachary Canepari et Drea Cooper
- 2019 : Mon frère de Julien Abraham
- 2022: Noah : Le sens de la gagne de Delphine Jaudeau et Vladimir de Fontenay

## Distinctions

### Récompenses
- César 1996 : César du meilleur montage pour La Haine